# 丰德勒芒
丰德勒芒（法語：Fondremand，法語發音：[fɔ̃dʁəmɑ̃]）是法国上索恩省的一个市镇，属于沃苏勒区。

## 地理
丰德勒芒（47°28'30"N, 6°1'35"E）面积16.43 平方千米，位于法国勃艮第-弗朗什-孔泰大區上索恩省，该省份为法国东部内陆省份，北起顺时针与孚日省、贝尔福地区省、杜省、汝拉省、科多尔省和上马恩省接壤。
与丰德勒芒接壤的市镇（或旧市镇、城区）包括：马耶和沙兹洛、耶村、迈济耶尔、蒙塔尔洛莱里奥、勒科洛涅莱里奥、特雷西耶。

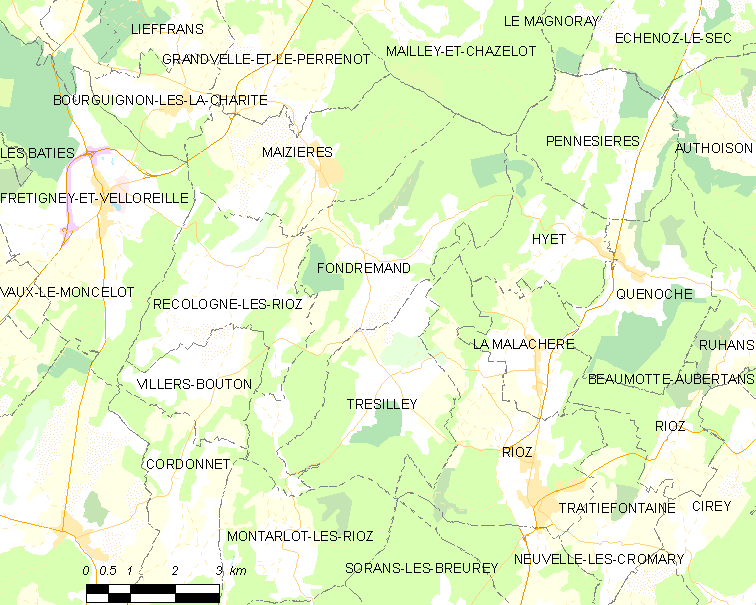
丰德勒芒的OSM定位图

丰德勒芒的时区为UTC+01:00、UTC+02:00（夏令时）。

## 行政
丰德勒芒的邮政编码为70190，INSEE市镇编码为70239。

## 政治
丰德勒芒所属的省级选区为里奥县。

## 人口

1962-2008年间丰德勒芒人口变化图示

丰德勒芒于2022年1月1日时的人口数量为199人。